# Philadelphiade
Die Philadelphiade war die 300-Jahr-Feier Deutsche in Amerika, die 1983 gleichzeitig in Krefeld und in Philadelphia in den USA gefeiert wurde.
Die Deutsche Bundespost nahm 1983 die Philadelphiade zum Anlass, eine Sonderbriefmarke herauszugeben.

## Hintergrund
Hintergrund der Feierlichkeiten war die Erinnerung an die erste organisierte Einwanderung einer geschlossenen Gruppe von Deutschen in Amerika im Jahre 1683. Damals landeten 13 Krefelder Familien, hauptsächlich Quäker und Mennoniten, mit dem Schiff Concord in Philadelphia in den heutigen Vereinigten Staaten.

## Intention
Intention für diese erste große Auswanderungswelle deutscher Bürger war die Verfolgung von Protestanten und Andersgläubigen (Nicht-Katholiken). Die liberale Stadt Krefeld bot vielen Glaubensflüchtlingen aus dem Umland zunächst Zuflucht. Unter ihnen war ein Teil der 13 Familien, die später nach Amerika auswanderten. Schon bald waren es aber mehr Flüchtlinge als die Stadt verkraften konnte. Zunehmend machte sich unter den Krefelder Bürgern Unmut über die Zuwanderer breit. Die Lage verschärfte sich weiter dadurch, dass Mennoniten und Quäker eigene Versammlungen abhielten und der Aufrührerschaft bezichtigt wurden. Der wahre Grund dürfte jedoch der Neid der meist ärmlichen Bürger Krefelds gewesen sein, denn die Flüchtlinge waren in der Mehrzahl tüchtige Geschäftsleute und Handwerker und unterhielten auch im Exil weiterhin sehr erfolgreich ihre alten Geschäftsbeziehungen.

## Germantown
Der Gouverneur von Pennsylvania, William Penn, versprach allen deutschen Siedlern genug Ackerland und vollkommene Meinungs- und Religionsfreiheit. Penn war durch eine Erbschaft in den Besitz des Landes in Nordamerika gekommen, welches er fortan „Pennsylvania“ nannte. Das größte Dilemma war jedoch, dass dieses Land nicht besonders viele Einwohner hatte, die am Ende durch den Erwerb von Land auch Penns Vermögen mehren und für Wohlstand im neuen Land sorgen sollten. Also mussten Siedler her, und es sollten dann auch schon gottesfürchtige Menschen sein, welche idealerweise ebenfalls wie Penn auch Quäker sein sollten, nicht zuletzt um den Frieden zu wahren.
Der deutsche Anwalt Franz Daniel Pastorius war ein Freund Penns. Er wurde von der neu gegründeten Frankfurter Gesellschaft beauftragt, Land in Pennsylvanien für deutsche Quäker zu erwerben, die willens waren, nach Amerika auszuwandern. Dies mag auch der Grund dafür gewesen sein, dass die meisten der sogenannten „Original 13“ aus Krefeld, die ja eigentlich hauptsächlich Mennoniten waren, zu den Quäkern übertraten. Pastorius organisierte die Übersiedlung mit dem Schiff „Concord“ und kam selbst bereits im August 1683 mit dem Schiff „America“ nach Philadelphia. Sogleich nahm er das erworbene Land für die erwarteten Siedler in Besitz und bereitete alle nötigen Formalitäten vor. Auf dem erworbenen Land gründete Pastorius die Stadt Germantown, die erste deutsche Siedlung in der Neuen Welt. Am 6. Oktober 1683 empfing er die Siedler im Hafen von Philadelphia.
Bis 1790 wuchs Germantown auf über 3.000 Einwohner an, vornehmlich Amische, Quäker und mennonitische Glaubensflüchtlinge aus der Kurpfalz, dem Rheinland und Württemberg.

## Original 13

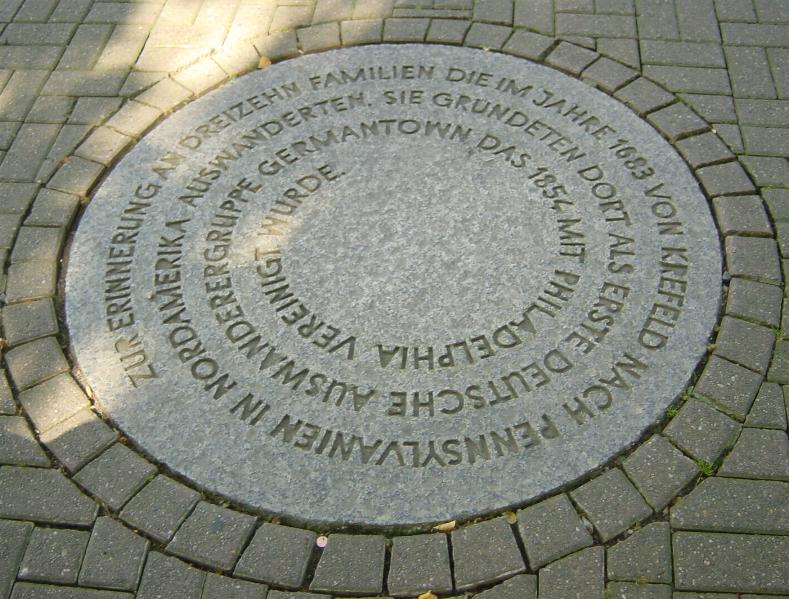
Gedenkstein für die Auswanderer in Krefeld

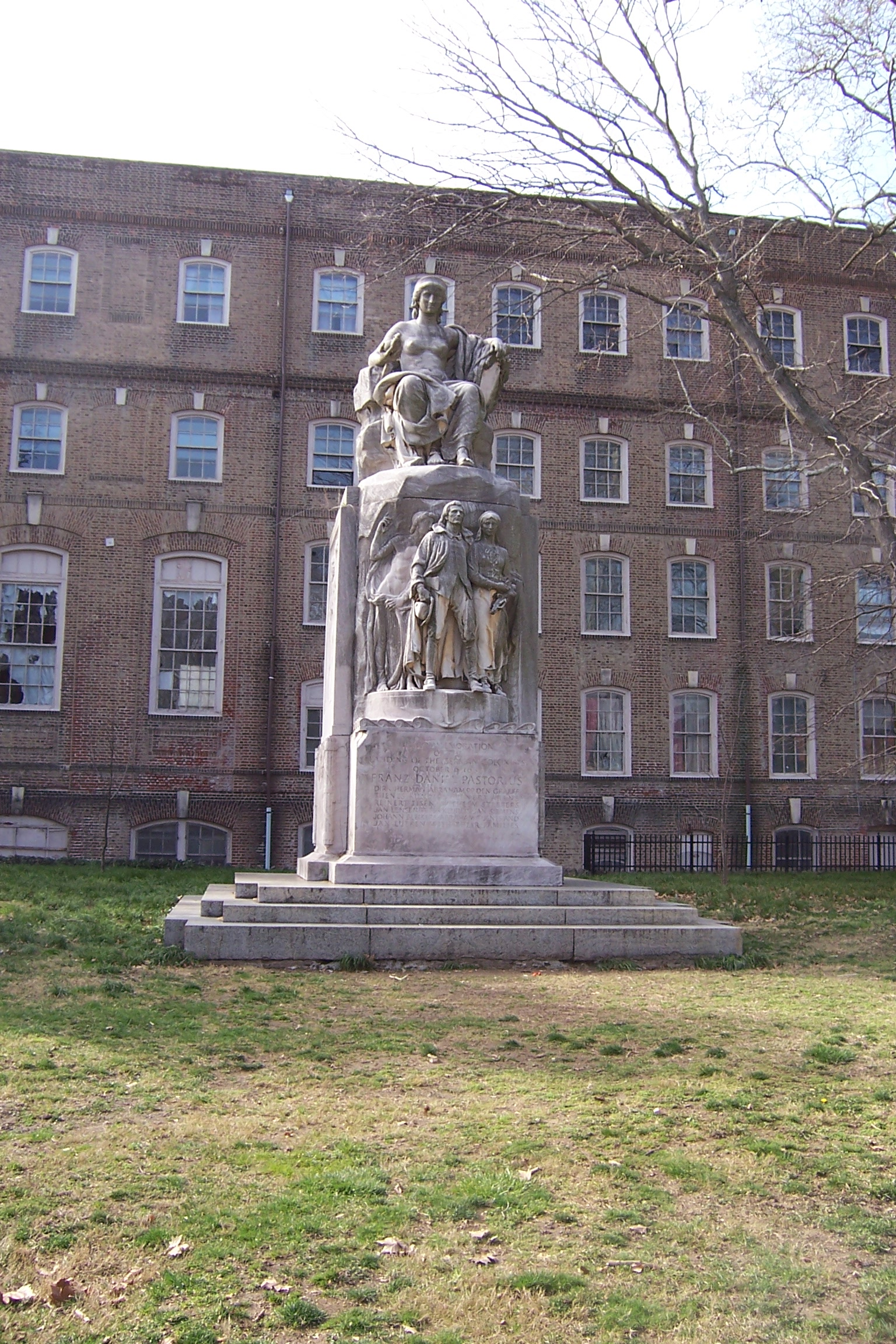
Denkmal im Vernon Park, Philadelphia, zur Erinnerung an Franz Daniel Pastorius und die Original 13, Zustand April 2008

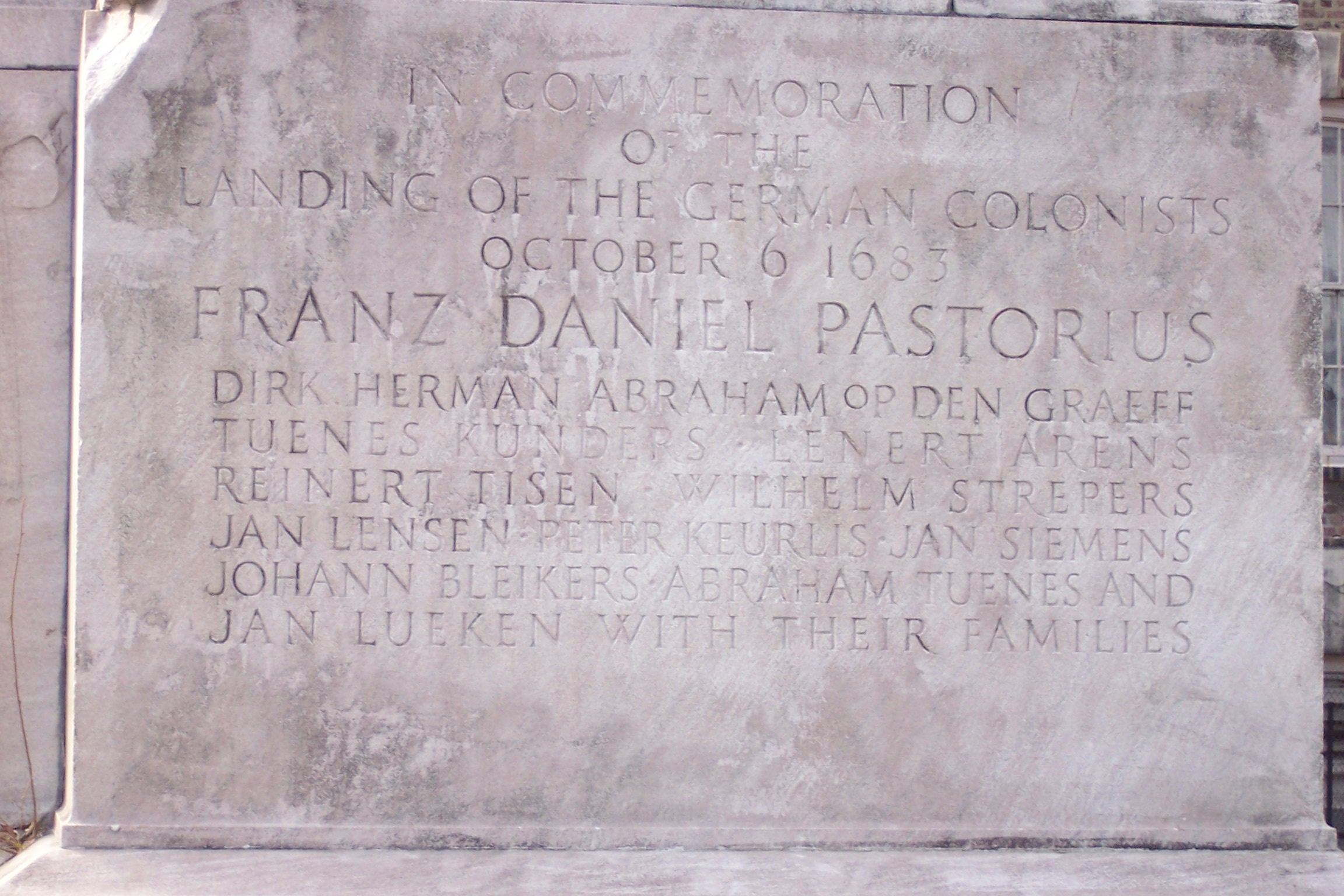
Inschrifttafel des Denkmals

Die drei Op den Graeffs waren Brüder und die anderen Familien waren mehr oder weniger durch Verehelichungen miteinander verwandt.
- Leonard Arets (van Aaken); erst Mennonit, dann Quäker
- Abraham Isacks op den Graeff; erst Mennonit, dann Quäker
  - Frau: Trintgen, geb. Jansen
- Derick Isacks op den Graeff; erst Mennonit, dann Quäker
  - Frau: Nolcken, geb. Vyten
- Herman Isacks op den Graeff; erst Mennonit, dann Quäker
  - Frau: Liesbet Isacks, geb. Van Bebber
  - Schwester: Margrit Isaaks Op den Graef
  - Mutter: Grietgen, geb. Peters; verstarb kurz nach der Ankunft im November 1683
- Wilhelm Strepers; erst Reformierter, dann Quäker
  - Frau: Belcken, geb. Tuffers
  - Sohn: Peter, 19
  - Sohn Dirck, 17
  - Sohn: Leonard, 15
  - Tochter: Lysken, 13
  - Tochter: Jennecken, 9
- Tönes Coenen-Heggers (Schreibweisen auch Kunders, Conradts, Hekkers); erst Mennonit, dann Quäker
  - Frau: Lentgen, geb. Matteis-Doors
  - Sohn: Conrad
  - Sohn: Matthias
  - Tochter: Agnes
  - Tochter: Entgen
- Reiner Theisen (Schreibweise auch Tyson, Bruder von Tönes Coenen-Heggers und Peter Kürlis’ Frau Elisabeth); erst Mennonit, dann Reformierter, später Quäker
- Johann Simons; erst Mennonit, dann Quäker
  - Frau: Merken, geb. Wilhelms-Lucken; Schwester von Johann Lucken
  - Tochter: Merken, ca. 30
- Johann Lenssen; Mennonit
  - Frau: Mercken, geb. Pieters-Schmitz
- Peter Kürlis; erst Reformierter, dann Quäker
  - Frau: Elisabeth, geb. Doors
  - Tochter: Metje, 7
  - Sohn: Johannes, 5
  - Tochter: Agenes, 2
  - Tochter: Metgen, 6 Monate
- Johannes Bleickers; erst Mennonit, dann Quäker
  - Frau: ?
  - Sohn: Peter, geboren auf See während der Überfahrt
- Johann Lucken; erst Mennonit, dann Quäker
  - Frau: Merken, geb. Gastes
- Abraham Tunes Klinken; erst Mennonit, dann Quäker
  - Frau: Beatrix, geb. Lucken; Schwester von Johann Lucken

Tönes Coenen war der Stammvater einer Reihe von bekannten Persönlichkeiten. Unter seinen Nachfahren befinden sich Samuel Cunard, der Gründer der Cunard Shipping Line, sowie Charles „Pete“ Conrad, Astronaut bei vier Missionen der NASA, unter anderem bei Apollo 12.